# Indrapur
Indrapur (nep. कोशी हरैंचा नगरपालिका) – gaun wikas samiti we wschodniej części Nepalu w strefie Kośi w dystrykcie Morang. Według nepalskiego spisu powszechnego z 2001 roku liczył on 3538 gospodarstw domowych i 17161 mieszkańców (8788 kobiet i 8373 mężczyzn).